# Han lade i min mun en ny sång
Han lade i min mun en ny sång är en sång med text och musik av Ragnar Åhlberg, inspirerats av  Psaltaren 40:2-4.

## Publicerad som
- Nr 833 i Frälsningsarméns sångbok 1990 under rubriken "Glädje,vittnesbörd, tjänst".
- Nr 172 i Sångboken 1998.